# Sí Cumple
Sí Cumple was een politieke partij in Peru die in 1998 werd opgericht als Vamos Vecino. De partij werd opgericht door president Alberto Fujimori om deel te nemen aan de gemeentelijke verkiezingen van dat jaar. In 2005 werd de naam veranderd in de huidige naam. Sí Cumple betekent vrij vertaald Hij houdt woord.

## Geschiedenis
In 2000 vormde de partij de coalitie Perú 2000, samen met Verandering 90 en Nieuwe Meerderheid. Met de coalitie ondersteunden ze de kandidatuur van Fujimori, die de verkiezingen van 2000 opnieuw won. Nog hetzelfde jaar viel de coalitie uit elkaar door interne strubbelingen en vooral de schandalen die leidden tot de val van Fujimori als president van Peru.
Samen met Con Fuerza Perú deed Sí Cumple in de coalitie Solución Popular mee aan de verkiezingen van 2001. Vervolgens deed het in 2002 op eigen titel mee aan de gemeentelijke verkiezingen.
Vanaf 2005 werd de naam van Vamos Vecino gewijzigd in Sí Cumple en ging het samen met  Verandering 90 en Nieuwe Meerderheid op in de alliantie met de naam Alianza Sí Cumple. De verkiezingsraad (Jurado Nacional de Elecciones) verwierp echter deze wijziging waarop de alliantie ontbonden werd.
Daarna gingen de drie partijen nogmaals een samenwerking aan onder de naam Alliantie voor de Toekomst (AF), waarin Sí Cumple onafhankelijk bleef. Met Fujimori als presidentskandidaat deed het mee aan de landelijke verkiezingen van 2006. AF behaalde tijdens de verkiezingen op 9 april 2006 7,4% van de stemmen.
Ondertussen had Fujimori vanaf 7 november 2005 verbleven in Chili, ter voorbereiding op deze verkiezingen; ervoor had hij enkele jaren als balling in Japan geleefd. Op 18 mei 2006 werd hij door Chili uitgeleverd aan Peru, in een uitleveringsproces dat formeel op 6 januari 2006 in gang was gezet. Fujimori werd veroordeeld tot 25 jaar gevangenisstraf, ingaande vanaf het jaar 2009.
In juli 2012 werd Sí Cumple als politieke partij uitgeschreven door de verkiezingsraad omdat het tijdens de landelijke verkiezingen van 2011 de verkiezingsdrempel niet gehaald had.

## Belangrijkste leiders
- Alberto Fujimori, oprichter en belangrijkste leider
- Martha Chávez, voorzitter van Nieuwe Meerderheid en voormalig presidentskandidaat van de Alliantie voor de Toekomst
- Luis Delgado Aparicio Porta
- Luz Salgado, nationaal partijsecretaris van Verandering 90
- Carmen Lozada